# 兰屿木耳菜
兰屿木耳菜（学名：Gynura elliptica）是菊科三七草屬的植物，台灣特有種。分布于台東縣之蘭嶼與綠島沿海。
目前保育等級為安全(Least Concern)。
西元1899年11月首次被三宅驥一於蘭嶼發現。

## 外部鏈結
- 蘭嶼木耳菜 （页面存档备份，存于） - 部落野菜食在健康 （页面存档备份，存于） 臺東縣政府